# Khāşeh Sarā
Khāşeh Sarā är en ort i Iran.   Den ligger i provinsen Gilan, i den nordvästra delen av landet, 300 km nordväst om huvudstaden Teheran. Khāşeh Sarā ligger 21 meter över havet och antalet invånare är 246.
Terrängen runt Khāşeh Sarā är platt åt nordost, men åt sydväst är den kuperad. Terrängen runt Khāşeh Sarā sluttar österut. Runt Khāşeh Sarā är det ganska glesbefolkat, med 45 invånare per kvadratkilometer. Närmaste större samhälle är Hashtpar, 4,8 km söder om Khāşeh Sarā. Trakten runt Khāşeh Sarā består till största delen av jordbruksmark.